# Список науково-фантастичних фільмів 2000-х років
Список науково-фантастичний фільмів, випущених у 2000-х роках. Ці фільми містять основні елементи наукової фантастики, але можуть перетинатися з іншими жанрами. Вони були випущені для кіноаудиторії комерційною кіноіндустрією та широко розповсюджені з рецензіями авторитетних критиків. Загалом науково-фантастичні фільми 2000-х років отримали шість премій «Оскар», двадцять премій «Сатурн», дві премії «Г’юго», одну премію «Неб’юла», п’ять премій BAFTA та шість премій Магрітт. Однак ці фільми також отримали 17 премій «Золота малина».
Ці фільми містять основні елементи наукової фантастики, але можуть переходити в інші жанри.  Загалом науково-фантастичні фільми 2000-х років отримали шість премій «Оскар», двадцять премій «Сатурн», дві премії «Г’юго», одну премію «Неб’юла», п’ять премій BAFTA та шість премій Магрітта. Однак ці фільми також отримали 17 премій «Золота малина» .

## 2000
| Назва                                          | Режисер                | У головних ролях                                                                                                 | Країна          | Піджанр / Примітки     |
| ---------------------------------------------- | ---------------------- | --- | --------------- | ---------------------- |
| Шостий день                                    | Роджер Споттісвуд      | Арнольд Шварценеггер, Тоні Голдвін, Майкл Рапапорт                                                               | США             | Бойовик Трилер         |
| Амазонія                                       | Філіпп де Брока        | Жан-Поль Бельмондо, Аріель Домбаль, Патрік Бушіте                                                                | Франція Іспанія | Пригоди Кінокомедія    |
| Поле битви — Земля                             | Роджер Крістіан        | Джон Траволта, Баррі Пеппер, Форест Вітакер                                                                      | США             | Бойовик                |
| Клітка                                         | Тарсем Сінгх           | Дженніфер Лопес, Вінс Вон, Вінсент Д'Онофріо                                                                     | США             | Психологічний трилер   |
| Escaflowne                                     | Кадзукі Акане          | | Японія          | Бойовик Аніме          |
| Ґодзілла проти Мегагіруса                      | Масаакі Тедзука        | Місако Танака, Шосуке Таніхара, Масато Ібу                                                                       | Японія          | Фільм про монстрів     |
| Щасливі нещасні випадки / Happy Accidents      | Бред Андерсон          | Маріса Томей, Вінсент Д'Онофріо                                                                                  | США             | Романтична комедія     |
| Невидимка                                      | Пол Верговен           | Кевін Бейкон, Елізабет Шу, Джош Бролін                                                                           | США             | Екшн-трилер            |
| I.K.U.                                         | Шу Лі Чеанг            | Ая | Японія          | Порнофільм             |
| Місія на Марс                                  | Браян Де Пальма        | Гері Сініз, Тім Роббінс, Дон Чідл                                                                                | США             | Пригодницька драма     |
| Цілковита пітьма                               | Девід Туї              | Рада Мітчелл, Він Дізель, Коул Гаузер                                                                            | США             | Трилер                 |
| Можливі світи / Possible Worlds                | Роберт Лепаж           | Тільда Свінтон, Том Маккамус, Шон МакКанн                                                                        | Канада          | Кримінал Містерія      |
| Червона планета                                | Ентоні Гофман          | Вел Кілмер, Керрі-Енн Мосс, Бенджамін Бретт, Том Сайзмор                                                         | США             | Екшн-трилер            |
| Космічні ковбої                                | Клінт Іствуд           | Клінт Іствуд, Томмі Лі Джонс, Дональд Сазерленд, Джеймс Гарнер                                                   | США             | Бойовик Пригодницький  |
| Наднова                                        | Волтер Гілл            | Джеймс Спейдер, Анджела Бассетт, Роберт Форстер, Лу Даймонд Філіпс                                               | США             | Фільм жахів Трилер     |
| Титан після загибелі Землі                     | Дон Блут, Гері Голдмен | Метт Деймон (озвуч.), Білл Пуллман (озвуч.), Джон Легвізамо (озвуч.), Натан Лейн (озвуч.), Дрю Беррімор (озвуч.) | США             | Анімація Пригодницький |
| Невразливий                                    | М. Найт Ш'ямалан       | Брюс Вілліс, Семюел Лірой Джексон                                                                                | США             | Супергерой             |
| З якої ти планети? / What Planet Are You From? | Майк Ніколс            | Гаррі Шендлінґ, Аннетт Бенінг, Грег Кіннір                                                                       | США             | Комедія                |
| Люди Ікс                                       | Браян Сінгер           | Г'ю Джекман, Патрік Стюарт, Ієн Мак-Келлен, Геллі Беррі, Анна Паквін                                             | США             | Бойовик                |
| Радіохвиля                                     | Ґреґорі Гобліт         | Денніс Квейд, Джеймс Кевізел, Андре Брауер, Елізабет Мітчелл                                                     | США             | Фентезійний бойовик    |

## 2001
| Назва                                             | Режисер                                | У головних ролях                                                         | Країна         | Піджанр / Примітки    |
| ------------------------------------------------- | -------------------------------------- | ------------------------------------------------------------------------ | -------------- | --------------------- |
| Штучний розум                                     | Стівен Спілберг                        | Гейлі Джоел Осмент, Джуд Лоу, Френсіс О'Коннор                           | США            | Пригодницька драма    |
| Атлантида: Загублена імперія                      | Гері Трусдейл, Кірк Вайз               | Майкл Джей Фокс (озвуч.), Джеймс Гарнер (озвуч.), Леонард Німой (озвуч.) | США            | Мультфільм            |
| Авалон / Avalon                                   | Осії Мамору                            | Малгожата Форемняк, Владислав Ковальський, Єжи Гудейко                   | Японія         | Драма                 |
| Американський астронавт / The American Astronaut  | Корі Макейбі                           | Рокко Сісто, Енні Голден                                                 | США            | Музична комедія       |
| Донні Дарко                                       | Річард Келлі                           | Джейк Джилленгол, Джена Мелоун, Дрю Беррімор                             | США            | Психологічний трилер  |
| Electric Dragon 80.000 V                          | Гакурю Ішіі                            | Масатосі Нагасе                                                          | Японія         | Фентезі-драма         |
| Еволюція                                          | Айван Райтман                          | Девід Духовни, Орландо Джонс, Шон Вільям Скотт                           | США            | Комедія               |
| Final                                             | Кемпбелл Скотт                         | Деніс Лірі, Гоуп Девіс, Морін Андерман                                   | США            | Драматичний трилер    |
| Остання фантазія: Духи всередині                  | Хіронобу Сакагуті, Мікінорі Сакакібара |                                                                          | США            | Мультфільм            |
| Привиди Марса                                     | Джон Карпентер                         | Айс К'юб, Наташа Генстридж, Джейсон Стейтем                              | США            | Бойовик жахів         |
| Ґодзілла, Мотра, Кінг Гідора: Атака всіх монстрів | Сюсуке Канеко                          |                                                                          | Японія         | Кайдзю                |
| Джейсон X                                         | Джеймс Айзек                           | Кейн Годдер                                                              | США            | Слешер                |
| Джиммі Нейтрон: Геніальний хлопчик                | Джон Олександр Девіс                   |                                                                          | США            | Мультфільм            |
| Парк Юрського періоду 3                           | Джо Джонстон                           | Сем Нілл, Вільям Мейсі, Теа Леоні                                        | США            | Пригодницький екшн    |
| Планета Ка-ПЕКС                                   | Іен Деклан Софтлі                      | Кевін Спейсі, Джефф Бріджес, Мері Маккормак                              | США            | Містична драма        |
| The Lost Skeleton of Cadavra                      | Ларрі Бламір                           | Ларрі Бламір, Фей Мастерсон, Браян Хоу                                   | США            | Комедійний стьоб      |
| Метрополіс / Metropolis                           | Рінтаро                                |                                                                          | Японія         | Аніме                 |
| Mimic 2                                           | Жан де Сегонзак                        | Алікс Коромзай, Бруно Кампос, Вілл Естес, Джон Політо                    | США            | Жахи                  |
| Mind Storm                                        | Річард Пепін                           | Антоніо Сабато мл, Еммануель Вож'є, Ерік Робертс                         | США            | Містика Жахи          |
| Nabi                                              | Син-ук Мун                             | Кім Хо Чжон, Кан Хе Чжон, Чан Хен Сонг                                   | Південна Корея | Психологічна драма    |
| Протистояння                                      | Джеймс Вонг                            | Джет Лі, Карла Гуджино, Делрой Ліндо                                     | США            | Екшн-трилер           |
| Планета мавп                                      | Тім Бертон                             | Марк Волберг, Тім Рот, Гелена Бонем Картер                               | США            | Пригодницький бойовик |
| The Princess Blade                                | Шінсуке Сато                           | Хідеакі Іто, Юміко Шаку, Широ Сано                                       | Японія         | Екшн                  |
| Реплікант                                         | Рінго Лем                              | Жан-Клод Ван Дам, Майкл Рукер                                            | США            | Екшн-трилер           |
| Ванільне небо                                     | Кемерон Кроу                           | Том Круз, Пенелопа Крус, Кемерон Діас                                    | США            | Психологічний трилер  |
| Жах з безодні / She Creature                      | Себастьян Гутьєррес                    | Руфус Сьюелл, Карла Гуджино                                              | США            | Жахи                  |
| Крижана планета                                   | Вінріх Кольбе                          | Рейнер Шоне, Саб Шимоно, Джеймс О'Ші                                     | Канада         | Пригодницький         |
| Винищувачі привидів                               | Вілсон Іп                              | Ніколас Тсе, Ло Ханг Кенг                                                | Гонконг        | Жахи                  |

## 2002
| Назва                                                              | Режисер                           | У головних ролях                                                            | Країна                  | Піджанр / Примітки                |
| ------------------------------------------------------------------ | --------------------------------- | --------------------------------------------------------------------------- | ----------------------- | --------------------------------- |
| 28 днів по тому                                                    | Денні Бойл                        | Кілліан Мерфі, Наомі Гарріс, Брендан Глісон                                 | Велика Британія         | Жахи                              |
| 2009: Втрачені спогади                                             | Лі Сі-Мен                         | Ян Донг-гун, Тору Накамура                                                  | Південна Корея          | Екшн-трилер                       |
| Пригоди Плуто Неша                                                 | Рон Андервуд                      | Едді Мерфі, Ренді Квейд, Розаріо Довсон                                     | США                     | Комедія                           |
| Ті, що зупинили час / Clockstoppers                                | Джонатан Фрейкс                   | Джессі Бредфорд, Мілтон Френч-Стюарт                                        | США                     | Комедія                           |
| Ковбой Бібоп: Фільм / Cowboy Bebop: The Movie                      | Ватанабе Сін'ітіро, Йосіюкі Такеї |                                                                             | Японія                  | Аніме-злочинний екшн              |
| Куб 2: Гіперкуб                                                    | Анджей Секула                     | Кері Матчетт, Герайнт Він Девіс, Грейс Лінн Кун                             | Канада                  | Психологічний трилер, Жахи        |
| Кодер / Cypher                                                     | Вінченцо Наталі                   | Джеремі Нортем, Люсі Лью                                                    | США                     | Трилер                            |
| Dead or Alive: Final                                               | Міїке Такасі                      | Шоу Айкава, Рікі Такеучі                                                    | Японія                  | Кіберпанк                         |
| Атака павуків / Eight Legged Freaks                                | Еллорі Елкаєм                     | Девід Аркетт, Кері Вюрер, Скотт Терра                                       | США                     | Комедія жахів                     |
| Еквілібріум                                                        | Курт Віммер                       | Крістіан Бейл, Емілі Вотсон, Тає Діггс                                      | США                     | Екшн                              |
| Ґодзілла проти Мехаґодзілли                                        | Масаакі Тедзука                   | Юміко Шаку, Кана Онодера, Шин Такума                                        | Японія                  | Кайдзю                            |
| Щасливі тут і зараз / Happy Here and Now                           | Майкл Алмерейда                   | Карл Гірі, Шалом Гарлоу, Кларенс Вільямс III                                | США                     | Драма                             |
| Прибулець                                                          | Гарі Фледер                       | Гері Сініз, Медлін Стоу, Вінсент Д'Онофріо                                  | США                     | Екшн-трилер                       |
| Остання людина / The Last Man                                      | Гаррі Ралстон                     | Девід Арнотт, Джер Райан, Даніель Монтгомері                                | США                     | Постапокаліпсис, комедія, драма   |
| Люди в чорному 2                                                   | Баррі Зонненфельд                 | Томмі Лі Джонс, Вілл Сміт, Лара Флін Бойл, Розаріо Довсон                   | США                     | Комедійний Екшен                  |
| Особлива думка                                                     | Стівен Спілберг                   | Том Круз, Колін Фаррелл, Саманта Мортон                                     | США                     | Екшн, трилер                      |
| Проект «Гадюка» / Project Viper                                    | Джей Ендрюс                       | Тереза Расселл, Патрік Малдун, Тім Томерсон                                 | США                     | Бойовик жахів                     |
| Влада вогню                                                        | Роб Боуман                        | Крістіан Бейл, Меттью Мак-Конагей, Ізабелла Скорупко                        | США                     | Бойовик                           |
| Оселя зла                                                          | Пол Вільям Скотт Андерсон         | Мілла Йовович, Мішель Родрігес, Оскар Пірс                                  | США                     | Жахи                              |
| Прибулець із майбутнього                                           | Такасі Ямадзакі                   | Такесі Канесіро, Енн Судзукі, Кікі Кірін                                    | Японія                  | Пригодницький екшн                |
| Роллербол                                                          | Джон МакТірнан                    | Кріс Кляйн, Жан Рено, LL Cool J                                             | США                     | Екшн                              |
| Сімона / Simone                                                    | Ендрю Нікол                       | Аль Пачино, Кетрін Кінер, Прюїтт Тейлор Вінс                                | США                     | Комедія                           |
| Science Fiction                                                    | Денні Депре                       | Венді ван Дейк, Коен Де Боу, Лісбет Камерлінг                               | Нідерланди              | Сімейний, пригодницький           |
| Палючий день / Scorcher                                            | Джеймс Сіл                        | Марк Дакаскос, Джон Ріс-Девіс, Тамара Девіс, Марк Ролстон, Рутгер Гауер     | США                     | Пригодницький бойовик             |
| Знаки                                                              | М. Найт Ш'ямалан                  | Мел Гібсон, Хоакін Фенікс, Черрі Джонс                                      | США                     | Трилер                            |
| Так близько / So Close                                             | Корі Юень                         | Шу Ці, Чжао Вей, Карен Мок                                                  | Велика Британія Гонконг | Бойовик                           |
| Соляріс                                                            | Стівен Содерберг                  | Джордж Клуні, Наташа Мак-Елгон, Джеремі Девіс                               | США                     | Психологічна драма                |
| Людина-павук                                                       | Сем Реймі                         | Тобі Магвайр, Віллем Дефо, Кірстен Данст                                    | США                     | Пригодницький фентезі екшн        |
| Зоряний шлях: Відплата                                             | Стюарт Берд                       | Патрік Стюарт, Джонатан Фрейкс, Брент Спайнер, Левар Бертон, Том Гарді      | США                     | Екшн-трилер                       |
| Зоряні війни: Атака клонів                                         | Джордж Лукас                      | Юен Мак-Грегор, Гайден Крістенсен, Наталі Портман, Єн Макдермід, Френк Оз   | США                     | Космічні пригоди                  |
| Тамала 2010: Кіт-панк у космосі / Tamala 2010: A Punk Cat In Space | t. o. L.                          |                                                                             | Японія                  | Аніме                             |
| Технохіть / Teknolust                                              | Лінн Гершман Лісон                | Тільда Свінтон, Джеремі Девіс, Джеймс Урбаньяк                              | США                     | Драма                             |
| Планета скарбів                                                    | Рон Клементс, Джон Маскер         | Джозеф Гордон-Левітт (озвуч.), Емма Томпсон (озвуч.), Браян Мюррей (озвуч.) | США                     | Пригодницький сімейний мультфільм |
| Машина часу                                                        | Саймон Велз                       | Гай Пірс, Саманта Мумба], Марк Едді, Орландо Джонс, Джеремі Айронс          | США                     | Подорож у часі                    |
| Пошук у часі                                                       | Роберт Дайк                       | Каприс Бенедетті, Брюс Кемпбелл, Вінс Грант, Віктор Слезак                  | США                     | Подорож у часі                    |
| Трансери 6                                                         | Джей Велфел                       | Зетте Салліван, Тімоті Пріндл                                               | США                     | Бойовик                           |

## Нотатки
1. ↑  У 2001 році фільм номінований на премію «Сатурн» в чотирьох різних категоріях: «Найкращий науково-фантастичний фільм», «Найкращий актор» (Арнольд Шварценеггер), «Найкращий грим» і «Найкращі спеціальні ефекти», але не отримав жодної нагороди. Арнольд Шварценеггер також отримав три номінації на «Золоту малину» в 2001 році в категоріях «Найгірший актор» (за виконання ролі Адама Гібсона), «Найгірша екранна пара» (за виконання ролей Адама Гібсона і його клона) і «Найгірший актор другого плану» (за виконання ролі клона Адама Гібсона)
2. ↑  Отримав премію «Золота малина» за найгірший фільм, найгіршу чоловічу роль, найгіршу екранну пару, найгіршу чоловічу роль другого плану, найгіршу жіночу роль другого плану, найгіршу режисуру та найгірший сценарій. У 2004 році фільм отримав додаткову нагороду «Золота малина» за найгіршу «драму» за перші 25 років.
3. ↑  Отримав премію «Сатурн» за найкращий науково-фантастичний фільм.
4. ↑  Лауреат премії «Сатурн» за найкращий науково-фантастичний фільм.
5. ↑  Вийшов у прокат у Південній Кореї.
6. ↑  Номінації за найкращий грим та найкращий дизайн костюмів на премію БАФТА. Фільм отримав нагороду Золота малина за найгірший римейк або сиквел.
7. ↑  Won a Saturn Award for Best Science Fiction Film.
8. ↑  Отримав премію Сатурн за найкращу музику. Найкасовіший фільм 2002 року.
9. ↑  Won Saturn Awards for Best Costumes and Best Special Effects. Received Razzie Awards for Worst Screenplay and Worst Supporting Actor.